# 이자영 (배우)
이자영(1977년 8월 11일 ~ )은 대한민국의 배우이다.

## 학력
- 중앙대학교 무용학과

## 연기 활동

### 드라마
- 1998년 MBC 청춘시트콤 《남자 셋 여자 셋》
- 1999년 MBC 특집드라마 《미찌꼬》 ... 미찌꼬 역
- 1999년 SBS 일일드라마 《미우나 고우나》 ... 이미나 역
- 1999년 SBS 주간시트콤 《LA아리랑》
- 1999년 SBS 일요아침드라마 《달콤한 신부》
- 2000년 SBS 주말극장 《덕이》 ... 양숙희 역
- 2001년 KBS2 주간드라마 《203 특별수사대》 ... 윤해인 경사 역
- 2001년 KBS2 아침드라마 《꽃밭에서》 ... 한기란 역
- 2001년 MBC 단막극 《MBC 베스트극장 - 지금 우리는 숲으로 간다》 ... 김미소 역
- 2002년 KBS2 일일시트콤 《잘난 걸 어떡해》 ... 자영 역
- 2002년 KBS1 일일연속극 《당신 옆이 좋아》 ... 오금봉 역
- 2003년 KBS2 설날특집극 《달중씨의 신데렐라》 ... 김혜실 역
- 2003년 KBS1 대하드라마 《무인시대》 ... 명춘 역
- 2003년 KBS1 TV소설 《분이》 ... 이명주 역
- 2004년 SBS 월화드라마 《장길산》 ... 도화 역
- 2004년 KBS2 주말연속극 《부모님전상서》 ... 순지 역
- 2005년 KBS2 아침드라마 《위험한 사랑》 ... 한소연 역
- 2006년 SBS 금요드라마 《나도야 간다》 ... 유라 역
- 2006년 SBS 아침연속극 《사랑도 미움도》 ... 정인주 역
- 2007년 KBS1 일일연속극 《미우나 고우나》 ... 황미애 역
- 2011년 MBC 주말드라마 《천 번의 입맞춤》 ... 양준희 역
- 2015년 SBS 아침연속극 《황홀한 이웃》 ... 이정아 역
- 2017년 KBS1 일일연속극 《무궁화 꽃이 피었습니다》 ... 차희진 역

### 뮤지컬, 공연
- 2001년 《아가씨와 건달들》
- 2020년 《Love Story》
- 2022년 《카페블루문》

### 뮤직비디오
- 1999년 김민종 - 비원 인연 (김민종의 음반)
- 1999년 허준호 - LOVE IS

## 광고
- 1997년 피자헛
- 1998년 대우 예물시계 "오딘"
- 1999년 대한항공
- 1999년 한불화장품 "이네이쳐"
- 1999년 롯데제과 - 빼빼로
- 1999년 손해보험협회 - 예예예
- 2000년 (주)반도제약 - 자양강장 피로회복 "이라쎈" (with 박영규)
- 2002년 코리아세븐 - 세븐 일레븐 후레쉬 푸드
- 2004년 (주)현대금속 - 락앤롤 "다들 무슨 락으로 살지?" (with 김C)

## 수상
- 2002년 KBS 연기대상 조연상